# 和田岬線
和田岬線（日语：／ Wadamisaki sen */?）是一條位於兵庫縣神戶市兵庫區內，屬於西日本旅客鐵道（JR西日本）山陽本線的支線，是兵庫站－和田岬站間的通稱。此線連結本線與和田岬地區。

## 概要
和田岬線，是山陽本線由兵庫站分支出來全長2.7km的支線。原來作為鐵道建設時資材輸送所用而於1888年敷設，其後長時間作貨物輸送之用，兵庫臨港線亦有分支。現在除了川崎車輛兵庫工場甲種輸送鐵路車輛以外，已不作貨物輸送用途，只於朝夕的繁忙時間行駛以通勤客為對象的列車，2001年7月1日電氣化後由電聯車行駛。

### 路線資料
- 管轄（事業類別）：西日本旅客鐵道（第一種鐵道事業者）
- 路線距離（營業距離）：2.7公里
- 軌距：1,067毫米
- 站數：2個（包括起終點站）
- 複線路段：沒有（全線單線）
- 電氣化路段：全線電氣化（直流電1,500 V）
- 閉塞方式：特殊自動閉塞式（軌道回路檢知式）
- 保安裝置：ATS-SW
- 最高速度：85公里/小時
- 運轉指令所（日语：運転指令所）：大阪綜合指令所（日语：大阪総合指令所）

全線由近畿統括本部管轄。

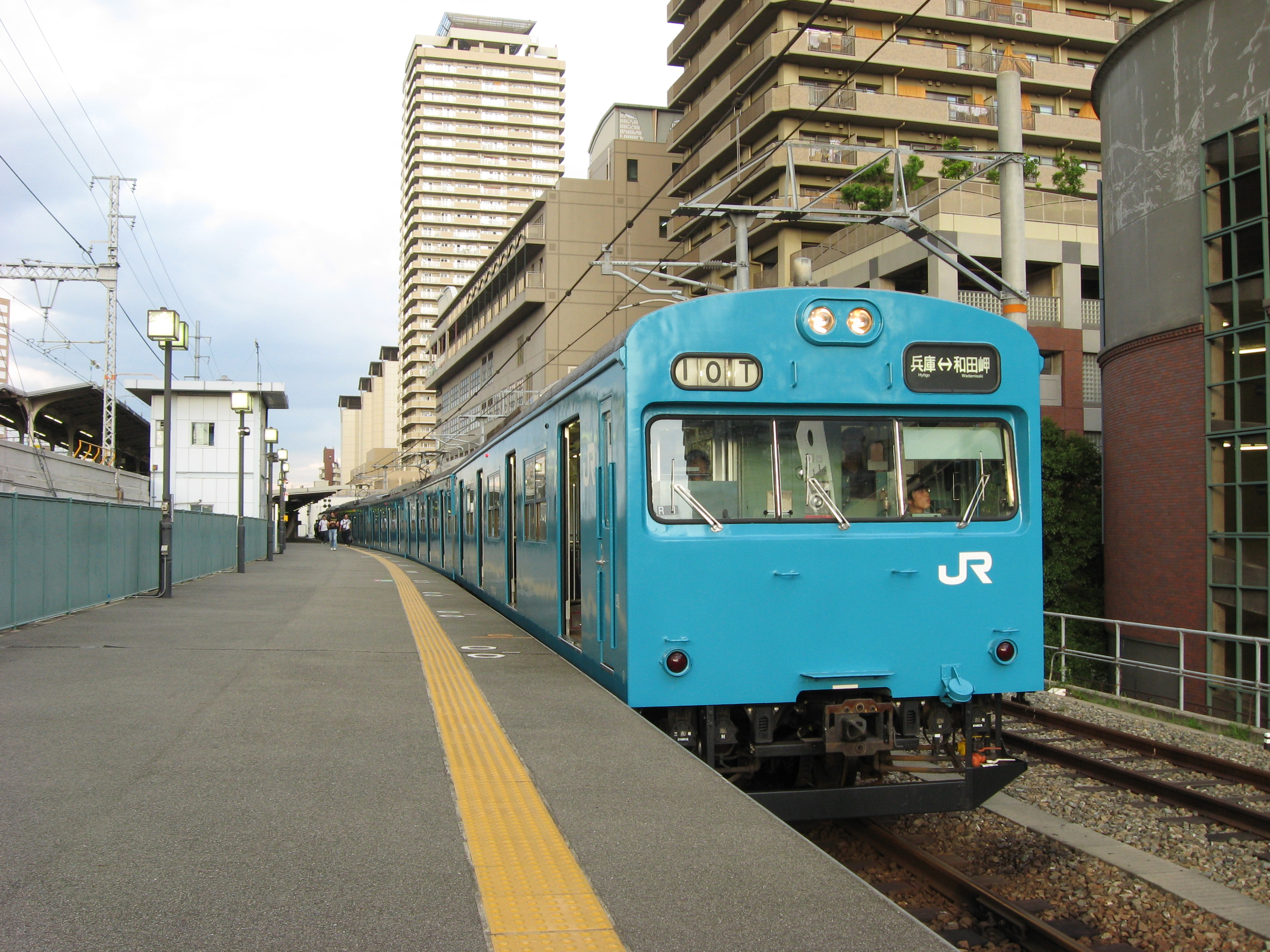
兵庫站停車中，準備開往和田岬站的103系電聯車（2008年）
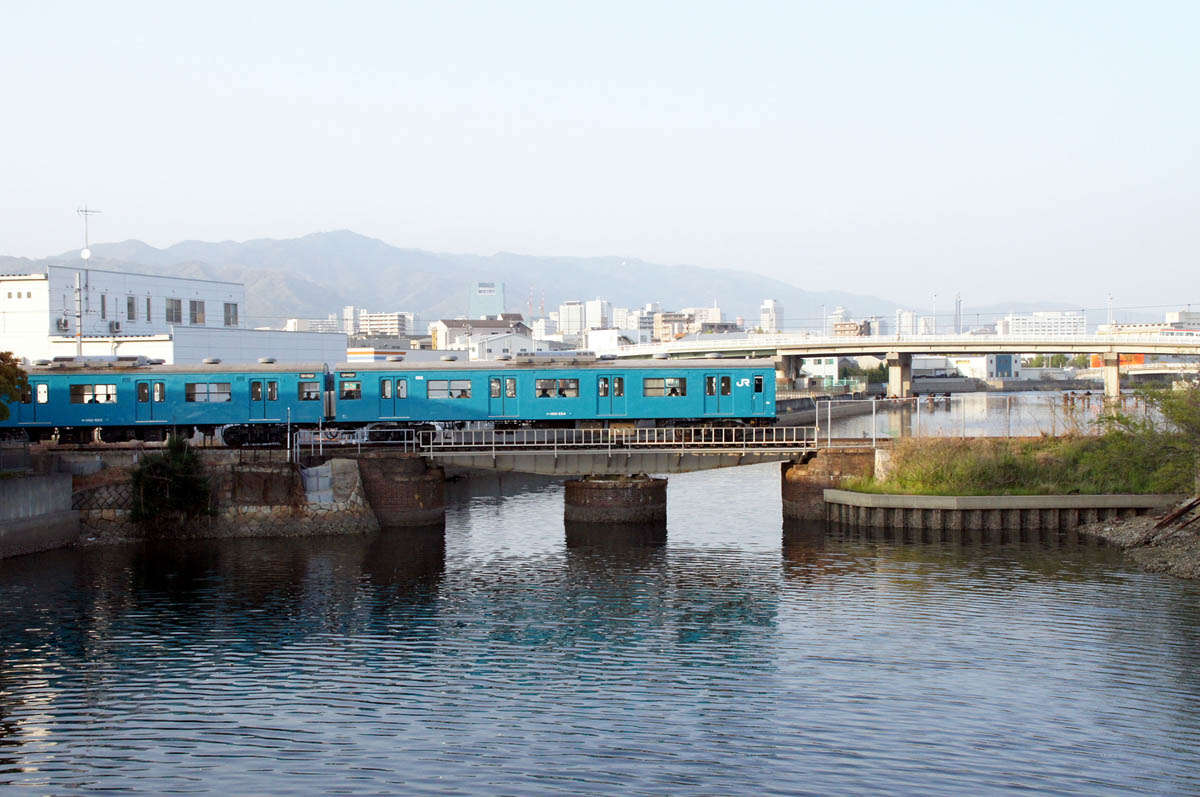
兵庫運河架設的和田旋回橋

## 運行形態
列車為周邊工場員工的通勤需要而特化，只在早上與晚上時間運行，平日為17往復，星期六為12往復，早上10點之後至下午5點之前完全沒有列車班次。週日及例假日只有朝夕各1往復共計2往復運行，不設臨時列車、不使用一人控制。

## 使用車輛

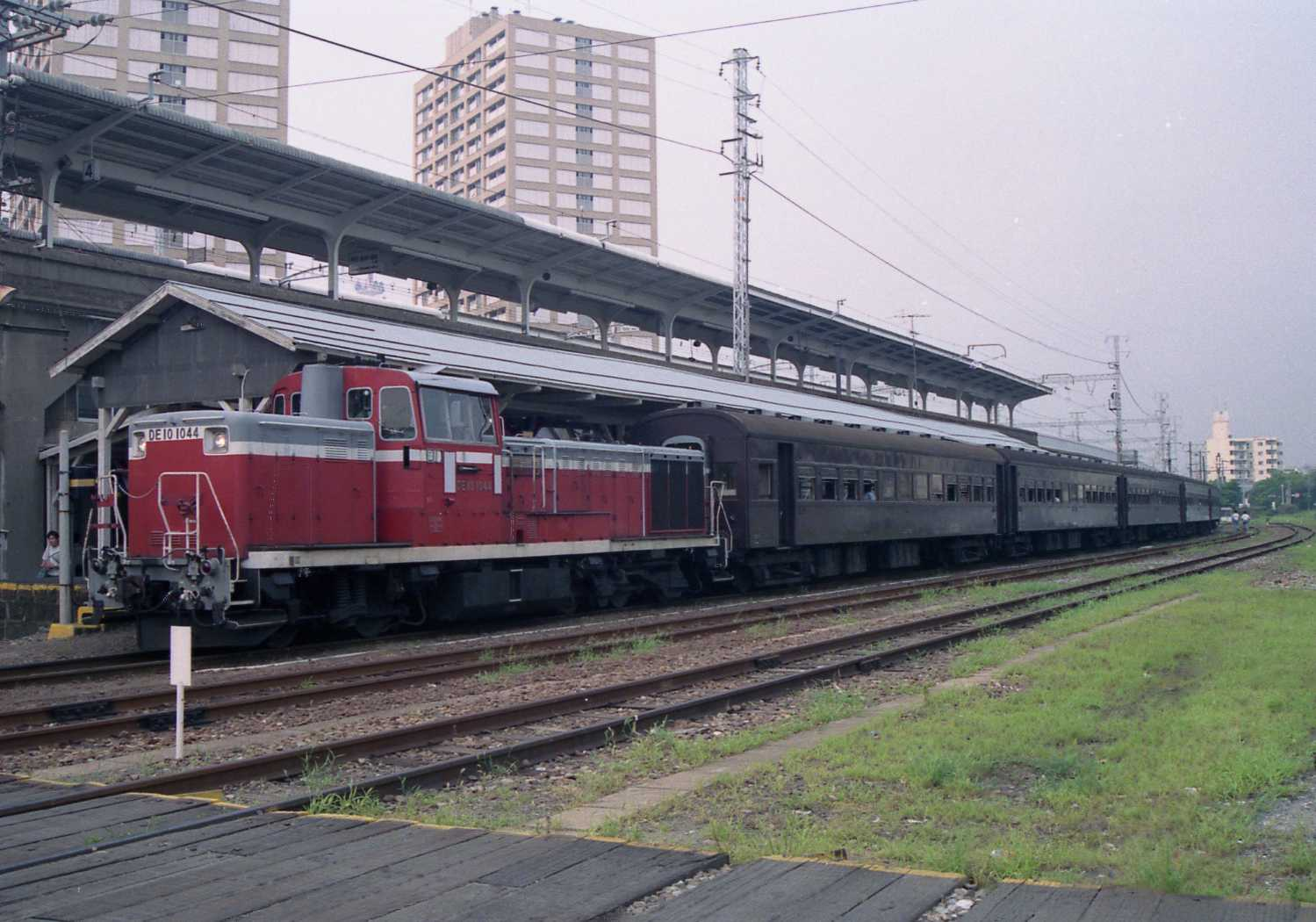
1993年時的客車列車。使用DE10柴油機車牽引OHAFU64型及OHA64型車廂。（攝於兵庫站）

2001年7月1日電氣化後，基本使用由網干總合車輛所明石支所所屬的103系電車6輛編成（R1編成），因為只有一列，所以在檢査維修時會使用同支所配置的207系3卡+3卡電車代走。201系電車撤離JR京都・神戶線前亦有使用過同系列把動車組拖車拿掉1輛而作6輛編成。205系・321系電車則未在和田岬線使用。
103系・201系的塗色為天藍色（青22號）。
2023年3月18日，103系R1編組最後一天行駛，翌日起改由207系X1編組行駛。

## 利用狀況
和田岬線以三菱重工業神戶造船所等公司的員工通勤為主要目的。朝早是往和田岬方向、黃昏與晚上是兵庫方向非常擁擠，但逆方向的乘客則非常少，列車與回送沒分別。
因為神戶市營地下鐵海岸線的開業，使和田岬線的乘客數減少了三成，1日平均乘車人員約1万人次。但也由於海岸線的乘坐人數大大少於預期，且和田岬線跨越兵庫運河的迴轉橋也成為神戶市政府提出兵庫運河活化利用計畫的障礙之一，因此神戶市曾在2011年向JR西日本提出廢除和田岬線的申請，但因此線對於JR西日本仍有利潤，且兵庫車站週圍商店街店家因喪失客源而反對，故廢線議題仍處於擱置狀態。

## 歷史
和田岬線是因為山陽鐵道兵庫站 - 姫路站間的建設所需，把兵庫港輸入的資材輸送而於1888年敷設。資材輸送完了後1890年貨物線開業，直至1984年為止設有往神戶市場站等貨物支線（兵庫臨港線）的分支。
1980年以前和田岬站前方有延長線路，是三菱重工業貨物専用線。車站前道路有神戶市電通過，市電有専用軌道用陸橋穿越和田岬線。這陸橋在市電廢止同時撤去。
另外，和田岬方向曾有與山陽本線明石方向直接接續線路的敷設計劃。這計劃最終沒有實現，線路敷設予定地現在成為細長的公園（梅ヶ香公園），在地圖上亦可以找到。
神戶市中心地三宮與和田岬直結的神戶市營地下鐵海岸線於2001年7月7日開業時，曾有和田岬線會廢止的傳聞，結果因為鐵路電氣化令成本大幅下降而得以存續。電氣化工程只花了三個月完成，因為路線短而不需要設置變電所，而且午間沒有列車運行而可以進行工程。

### 年表
- 1890年（明治23年）7月8日：山陽鐵道貨物支線的兵庫站 - 和田崎町站間開業。新設和田崎町站。
- 1893年（明治26年）12月3日：途中新設新川荷扱所。
- 1895年（明治28年）：和田崎町站改名和田岬站。
- 1906年（明治39年）12月1日：全線國有化。
- 1911年（明治44年）11月1日：旅客營業開始。新川荷扱所由和田岬線車站改變為其他路線車路。
- 1912年（明治45年）4月16日：兵庫站 - 和田岬站間的鐘紡前站開業。
- 1930年（昭和5年）4月1日：營業距離由英里表記改變為公里表記 （1.7M→2.7km）。
- 1945年（昭和20年）2月：和田岬站轉移。
- 1948年（昭和23年）3月以降：鐘紡前站休止。
- 1962年（昭和37年）3月1日：鐘紡前站廢止。
- 1980年（昭和55年）10月1日：貨物營業廢止。
- 1987年（昭和62年）4月1日：國鐵分割民營化、由西日本旅客鐵道繼承。
- 1990年（平成2年）10月1日：客車更換為柴油車[6]。
- 2001年（平成13年）7月1日：全線電氣化、由電聯車運行。列車班數增加。
- 2010年（平成22年）12月1日：組織改正、由神戶支社管轄改變為近畿統括本部管轄[7]。
- 2023年（令和5年）3月18日：103系最後一天在和田岬線行駛定期班次[2]。

## 車站列表
- 兩站都位於兵庫縣神戶市兵庫區，特定都區市內制度下「神戶市內」地域車站。
- 全線單線。兩站都不可進行列車交會。

| 中文站名 | 日文站名 | 英文站名 | 營業距離 | 接續路線                              |
| -------- | -------- | -------- | -------- | ------------------------------------- |
| 兵庫     |          |          | 0.0      | 西日本旅客鐵道： 山陽本線（JR神戶線） |
| 和田岬   |          |          | 2.7      | 神戶市營地下鐵：海岸線                |

### 廢站
- 鐘紡前站（日语：鐘紡前駅）：兵庫站－和田岬站間（1962年3月1日廢除，兵庫站起計1.6公里，大致位於現今神戶百年紀念醫院（日语：神戸百年記念病院）旁）

### 過去的接續路線
- 兵庫站：神戶市電榮町線、山陽電氣鐵道本線 - 皆至1968年。
- 和田岬站：神戶市電高松線  - 至1971年。

## 關連項目
- 日本鐵路線列表